# Opus craticium

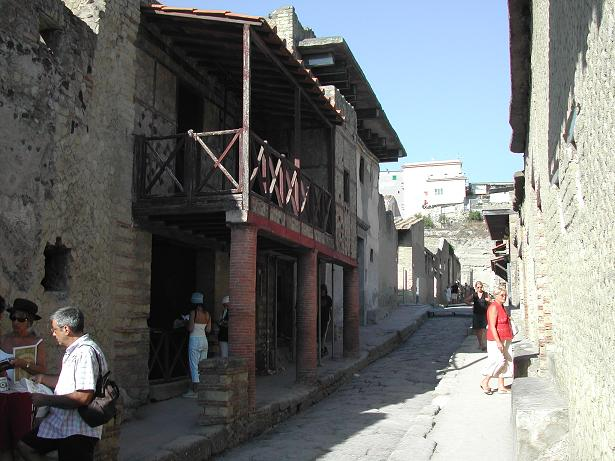
Fachada da casa opus craticium em Herculano

Opus craticium (do latim craticius, “formado por grade, rede, treliça”) é uma técnica construtiva da Roma Antiga baseada em uma armação de madeira preenchida com materiais diversos, frequentemente argamassa, seixos ou caixotagem de vime coberta por reboco. Usada sobretudo em paredes internas e divisórias, tornou-se notória nos subúrbios urbanos de Roma e em cidades como Pompeia e Herculano.

## Características técnicas
- Armação de madeira: composta por montantes verticais (arrectaria), travessas horizontais e eventuais contraventamentos diagonais, apoiados sobre um embasamento de alvenaria ou tijolos com o objetivo de proteger a madeira da umidade do solo[1].
- Revestimento: os vãos eram preenchidos por seixos, concreto leve (opus incertum) ou caixotagem de vime + argamassa, com aplicação de reboco interno e externo.[carece de fontes?]
- Função: principalmente usada em paredes internas ou externas de baixa elevação, especialmente em habitações populares tradicionais, como as insulae.
- Desvantagens: criticada por Vitruvius devido ao risco de incêndio, à flexibilidade da madeira — que provocava fissuras no reboco — e à durabilidade limitada.[carece de fontes?]

## Exemplos arqueológicos
- Herculano (Casa in Opus Craticium): descuberta entre 1927–1933 na Insula III (números 13 a 15), apresenta treliça de madeira preenchida por seixos e concreto, com pavimentos superiores projetados em balanço sobre a rua.[2] Reconstruções modernas exibem claramente a estrutura mista de madeira e alvenaria.[3]
- Pompeia: também há vestígios menores, especialmente em paredes internas e divisórias.

## Origens e evolução
- Pré-romanos: técnicas semelhantes foram aplicadas por civilizações como os minoanos, etruscos e gregos, utilizando varetas, madeira e argila na construção de divisórias.
- Europa medieval e pós-medieval: evoluiu em estilos como o fachwerk alemão, pan de bois francês, colombage espanhol e o half-timbered inglês, caracterizando-se por fachadas visíveis de treliças de madeira.

## Legado
Apesar de sua fragilidade, o opus craticium foi uma resposta eficiente às necessidades demográficas e urbanísticas da Roma tardia: utilizava madeira local, permitia construções rápidas e econômicas, e otimizava espaços verticais, em especial em edifícios residenciais coletivos. No entanto, fatores como fogo, deterioração acelerada e a evolução de técnicas mais duráveis (ex: opus incertum, latericium) acabaram tornando-a obsoleta.
O opus craticium representa um elo significativo entre a arquitetura pré-mediterrânea e as estruturas de treliças medieval europeias. Registra uma fase de transição, marcada por soluções de adaptabilidade urbana e pragmatismo construtivo, além de fornecer conhecimentos valiosos sobre a carpintaria e técnicas populares romanas.